# Храм Святих Мучениць Віри, Надії, Любові та матері їх Софії (Дніпро)
Храм на честь Святих Мучениць Віри, Надії, Любові та матері їх Софії — православний храм Дніпропетровського міського лівобережного благочиння Дніпропетровської єпархії Православної церкви України у м. Дніпрі. Настоятель — протоієрей Володимир Білик. У церкві щодня звершуються ранкові та вечірні богослужіння.

## Історія
Згідно благословення Святішого Філарета Патріарха Київського і всієї Руси-України та рішенням Священного Синоду УПЦ КП, 7 липня 1997 року, на свято Різдва Святого Пророка та Предтечі Господнього Іоанна, було закладено та освячено хрест під будівництво храмового комплексу до якого входило: "Храм 2000-річчя Різдва Христового". "Храм муч. Віри, Надії, Любові та матері їх Софії", а також недільна школа та трапезна. Рішенням міської ради виділено земельну ділянку 1,9 гектар.
Через нестачу коштів на виготовлення проектної документації проект було призупинено. Але з благословення Божого, за молитвами отця Настоятеля та прихожан, звершилося закладення та розпочато будівництво храму на честь Святих мучениць Віри, Надії, Любові та матері їх Софії.
В нинішній час храм побудований але ще проходять внутрішні та зовнішні оздоблювальні роботи. До завершення підходить проектна документація "Храму 2000 річчя Різдва Христового".
Церква перебуває в процесі відбудови, чому сприяє отець Володимир Білик.

## Сьогодення
Храм щоденно відкритий для вірян. Щодня зранку і ввечері тут звершують богослужіння та особисті треби парафіян.

## Галерея

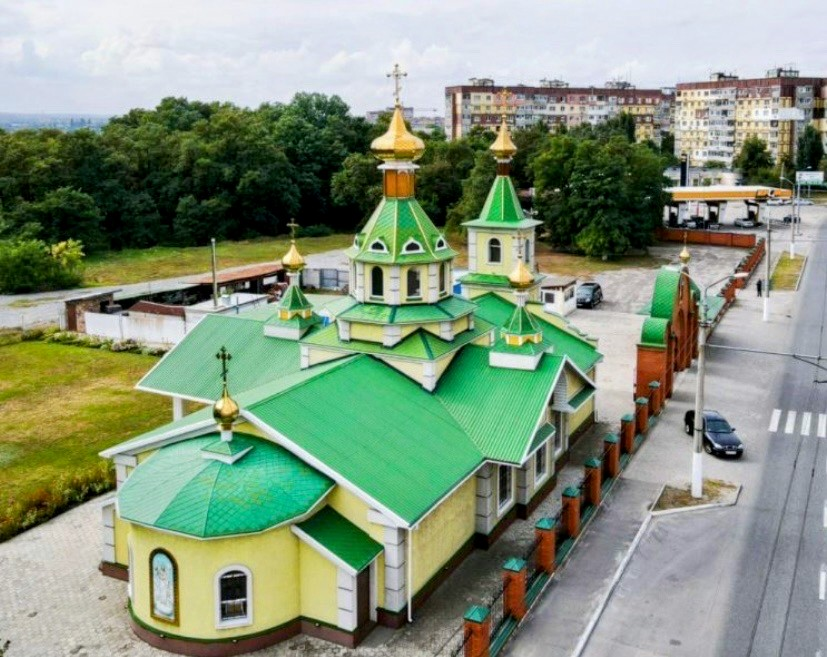
Вигляд з висоти пташиного польоту
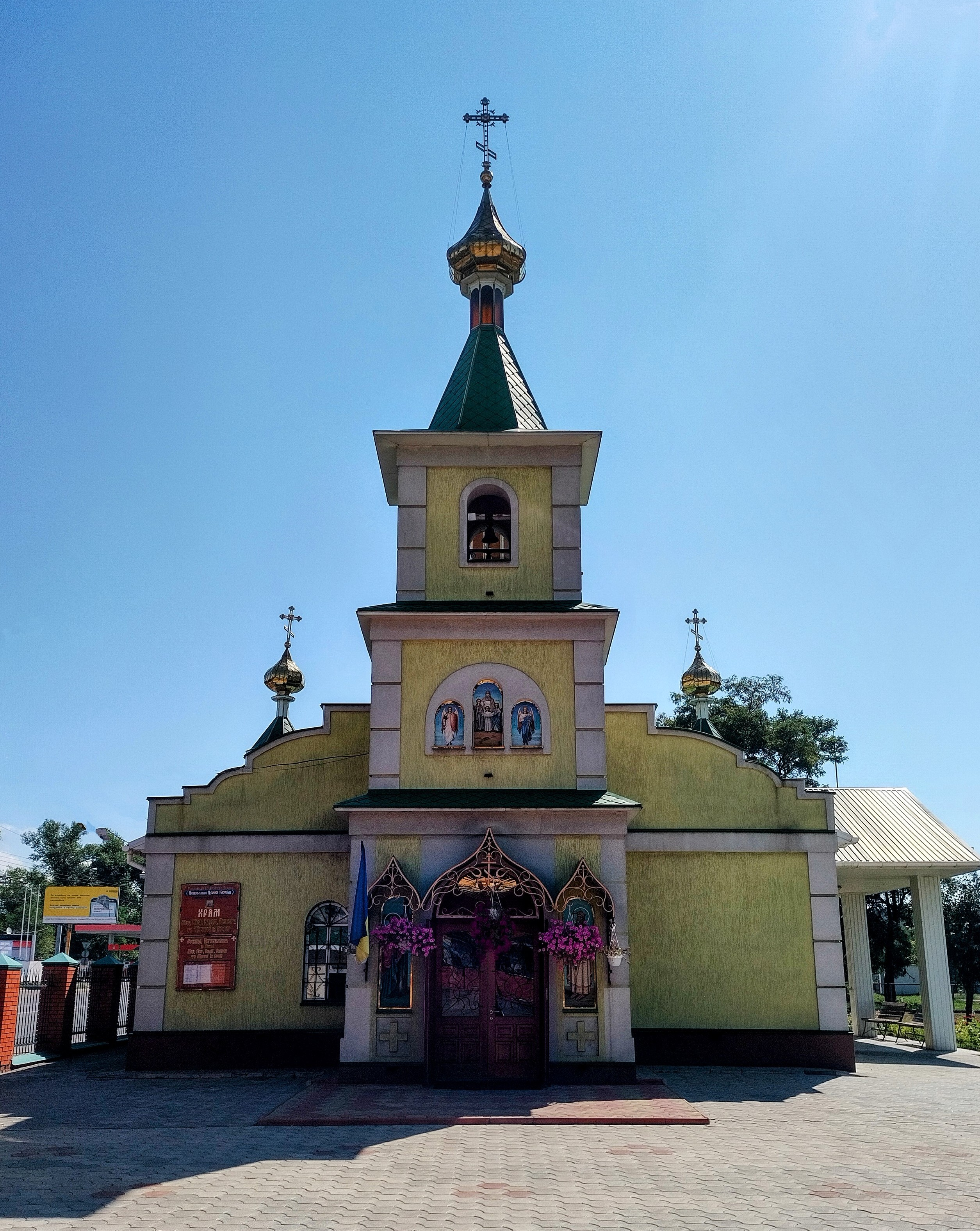
Головний фасад
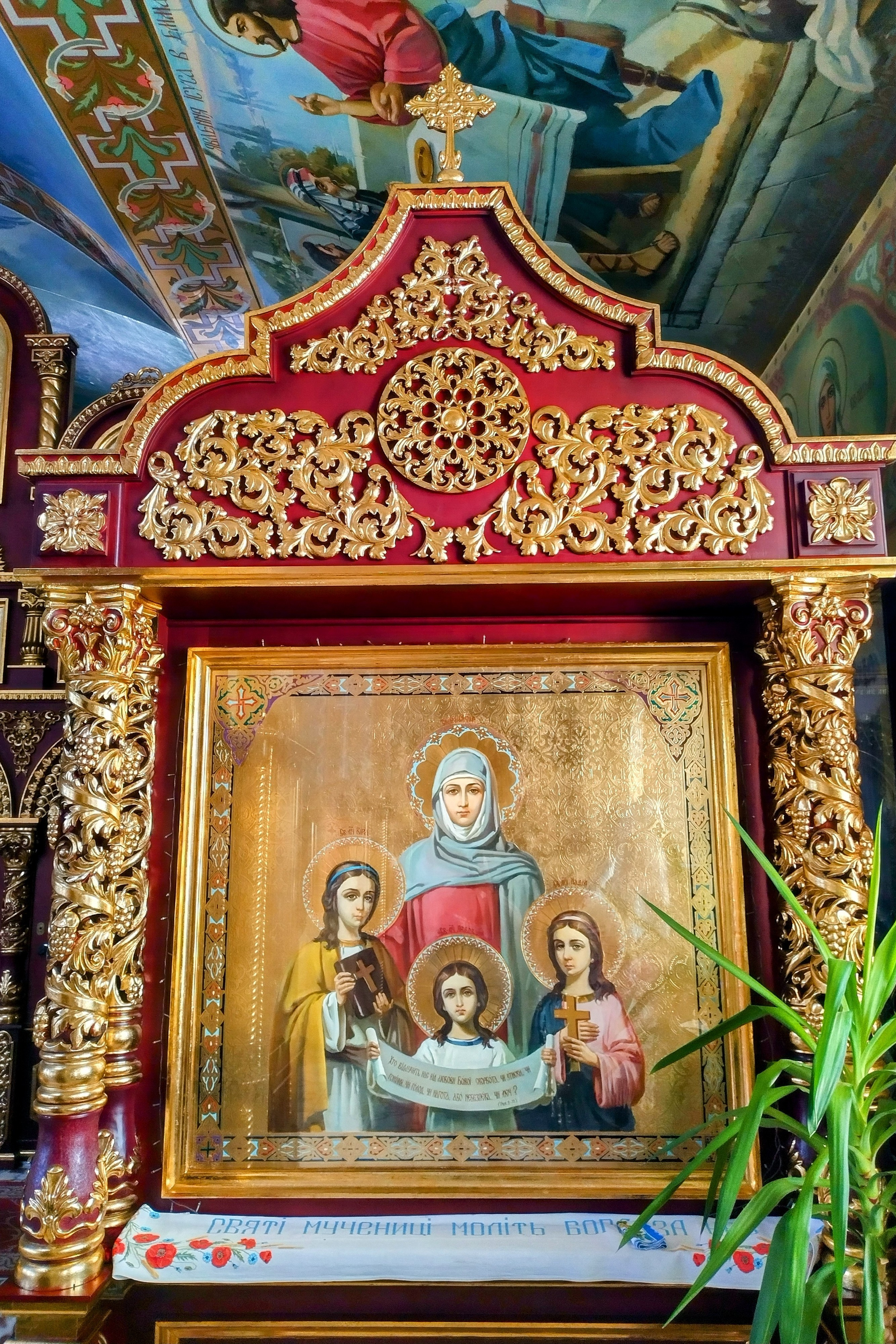
Храмова ікона Святих мучениць Віри, Надії, Любові та матері їх Софії
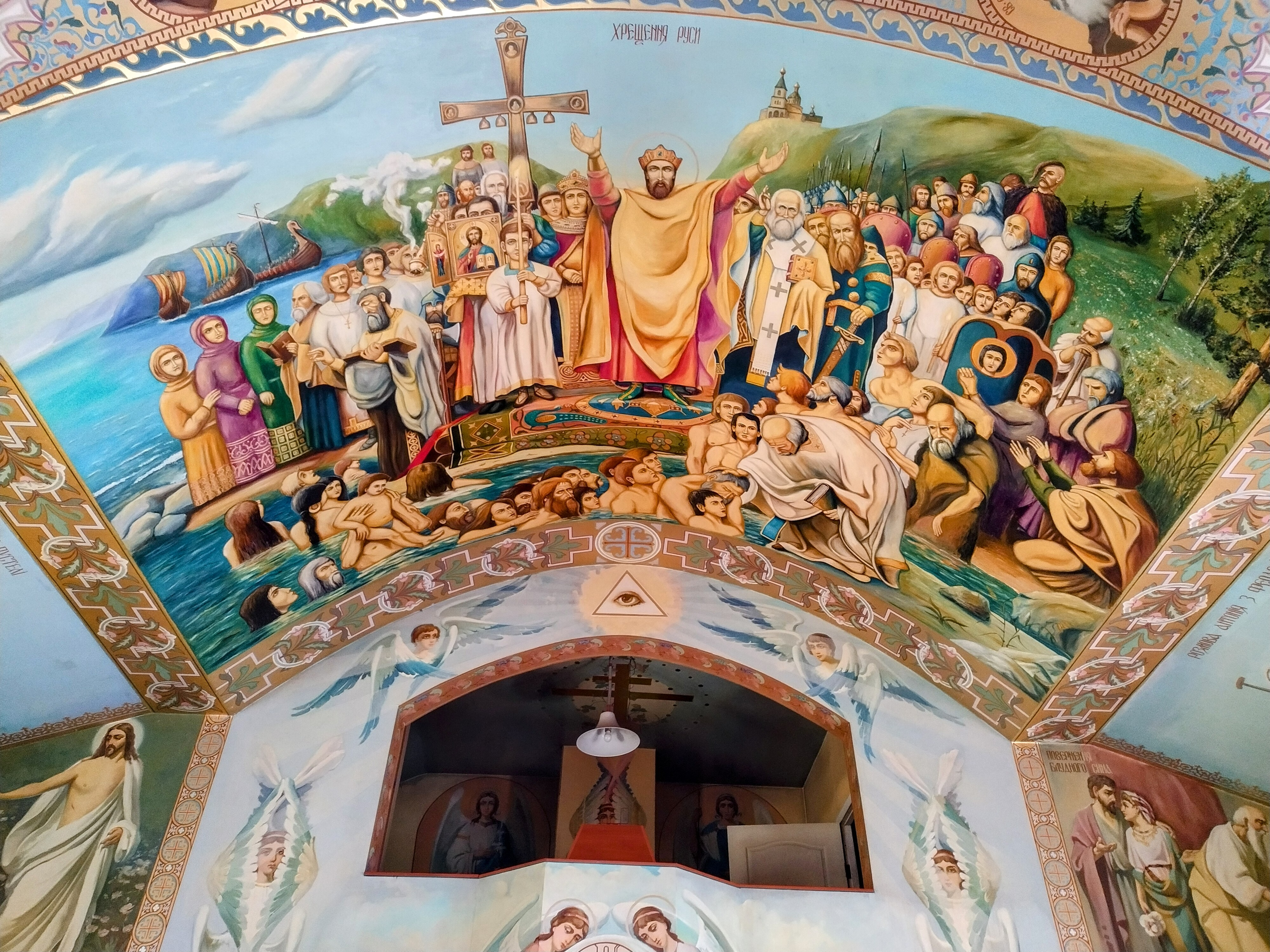
Хори та стінопис на стелі "Хрещення України-Руси 988 року"
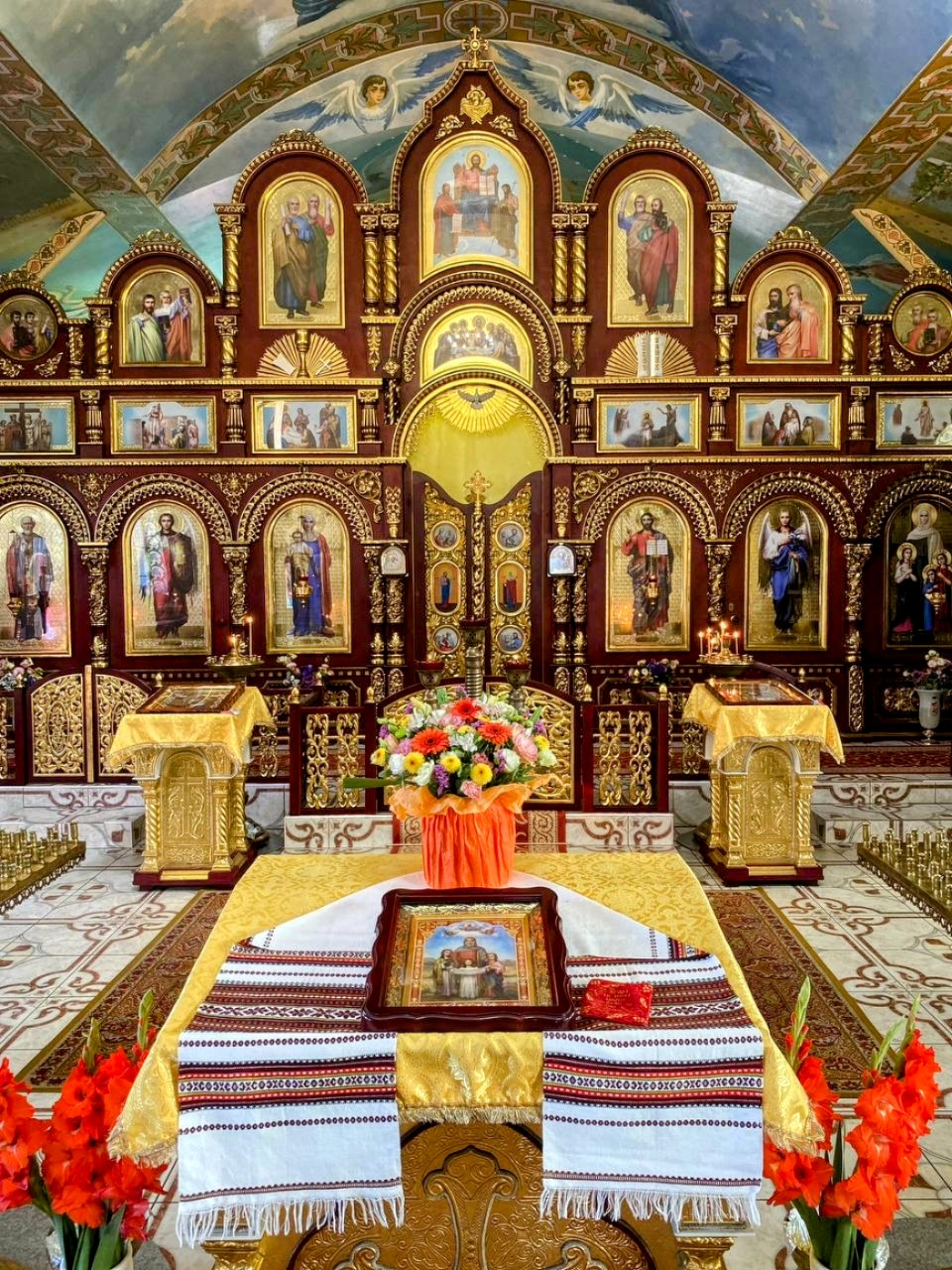
Головний іконостас
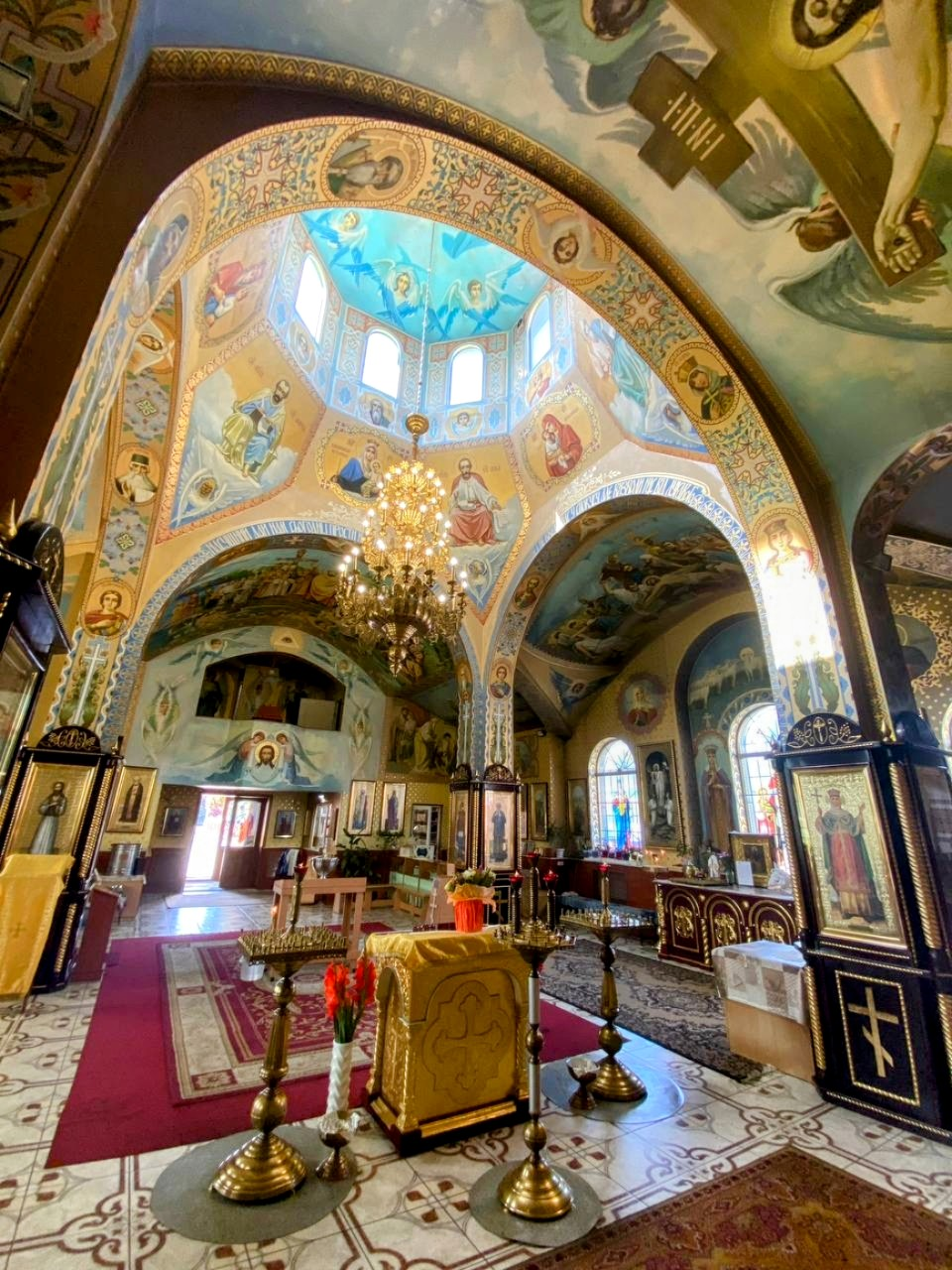
Центральна частина храму
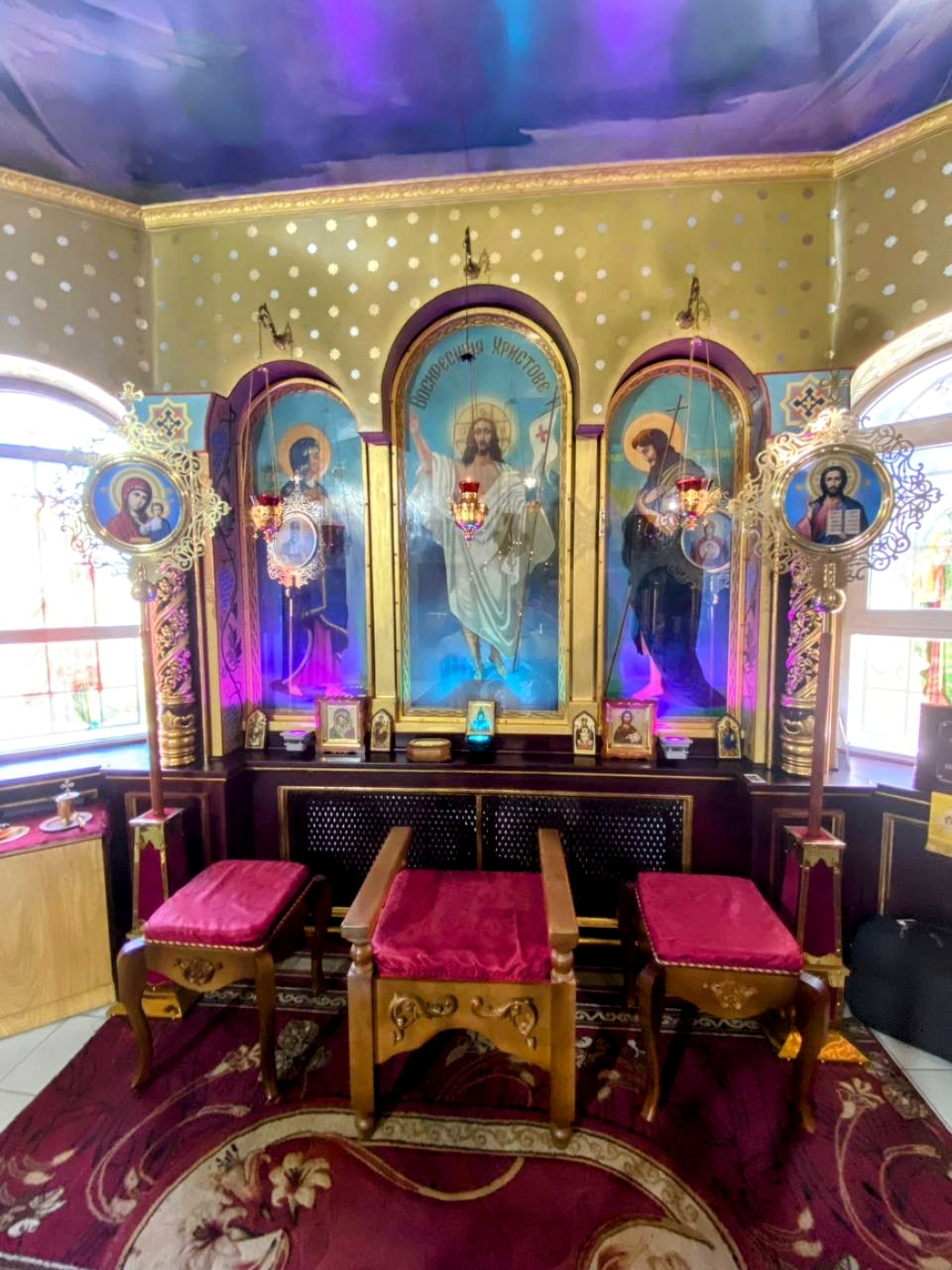
Вівтар. Горне місце
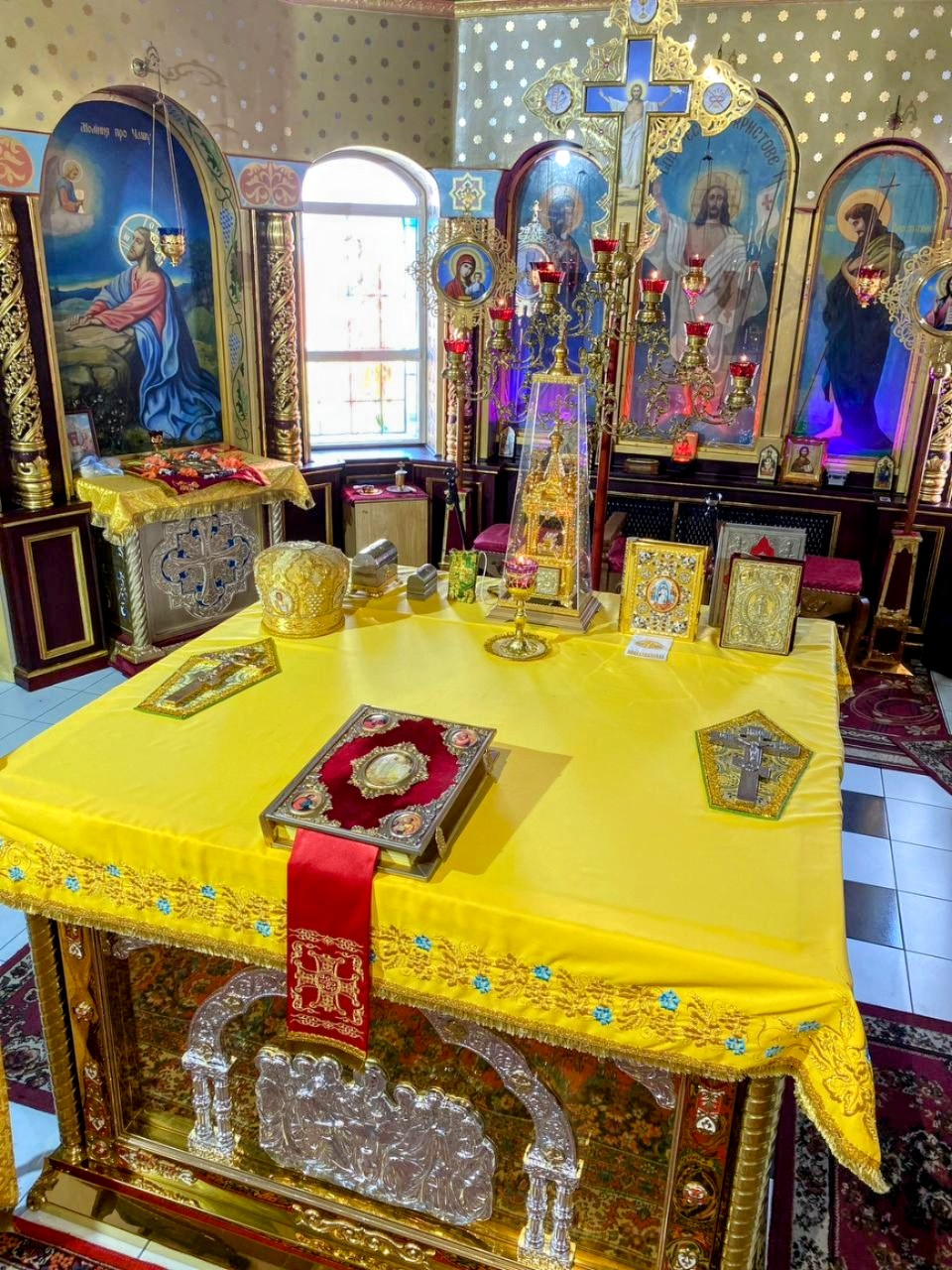
Вівтар. Святе Святих - місце відправи літургії священнослужителями
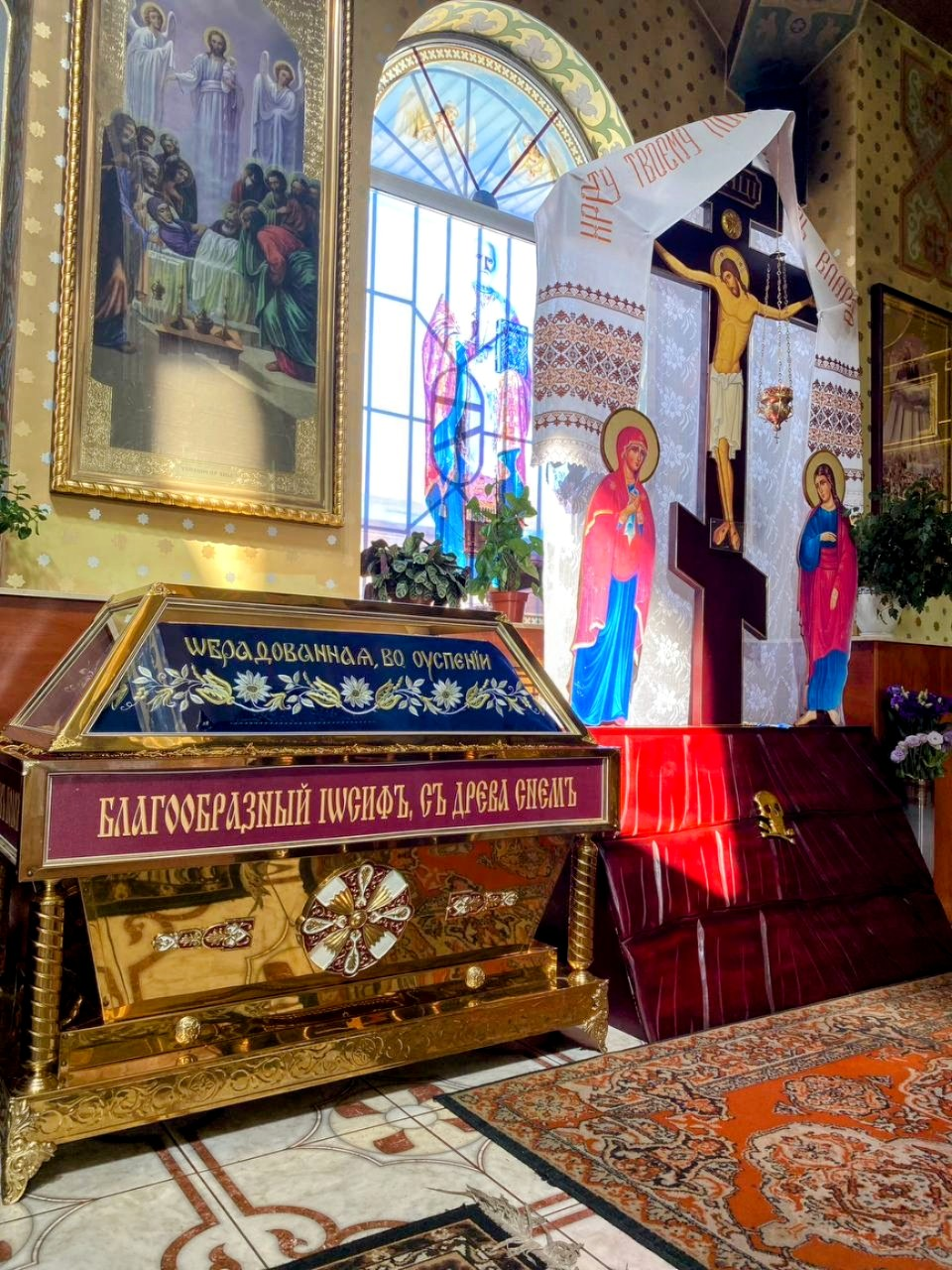
Плащаниця Пресвятої Богородиці та Ісуса Христа (ліворуч), Голгофа (праворуч)
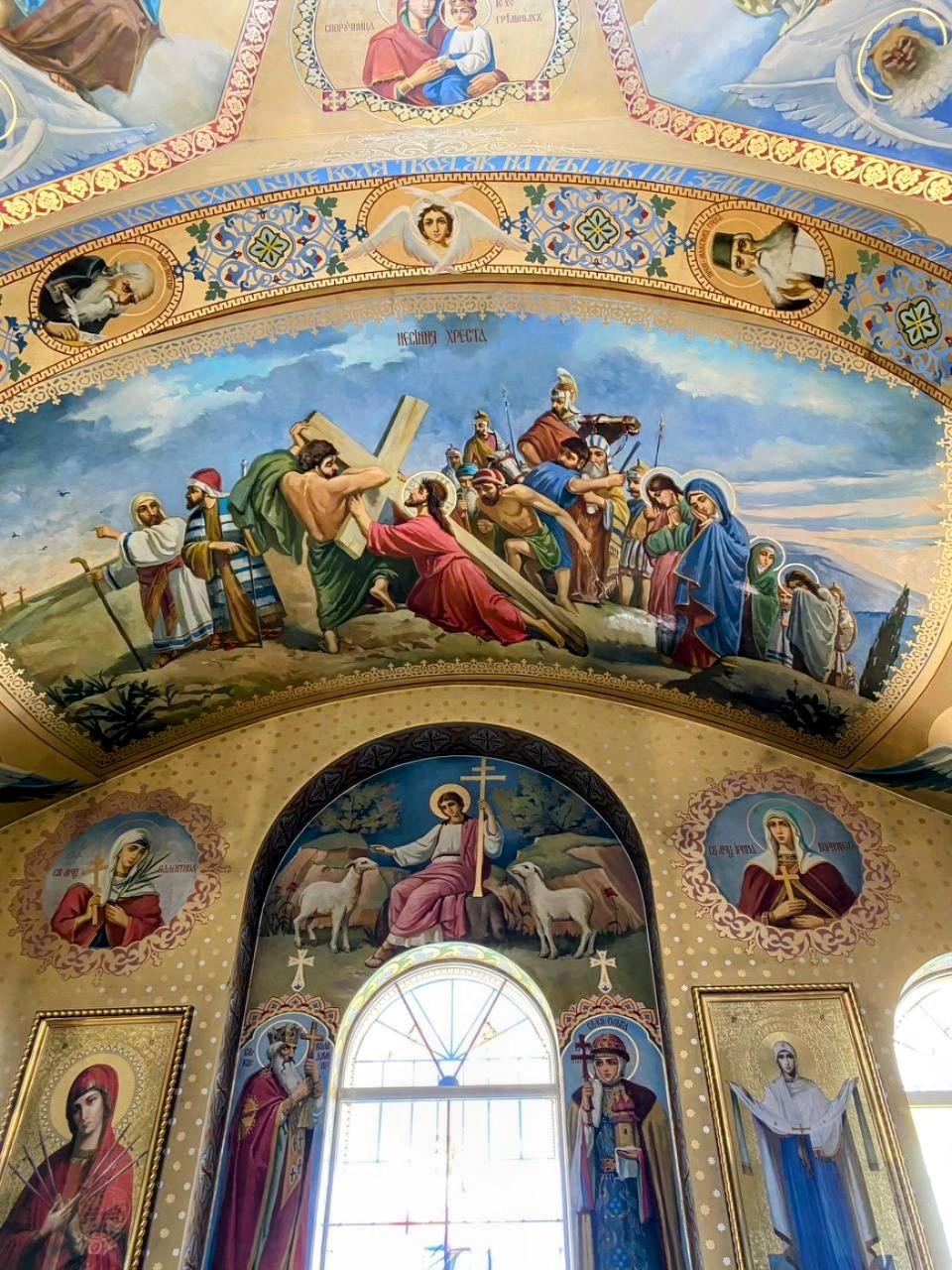
Розпис. Несіння хреста Ісусом
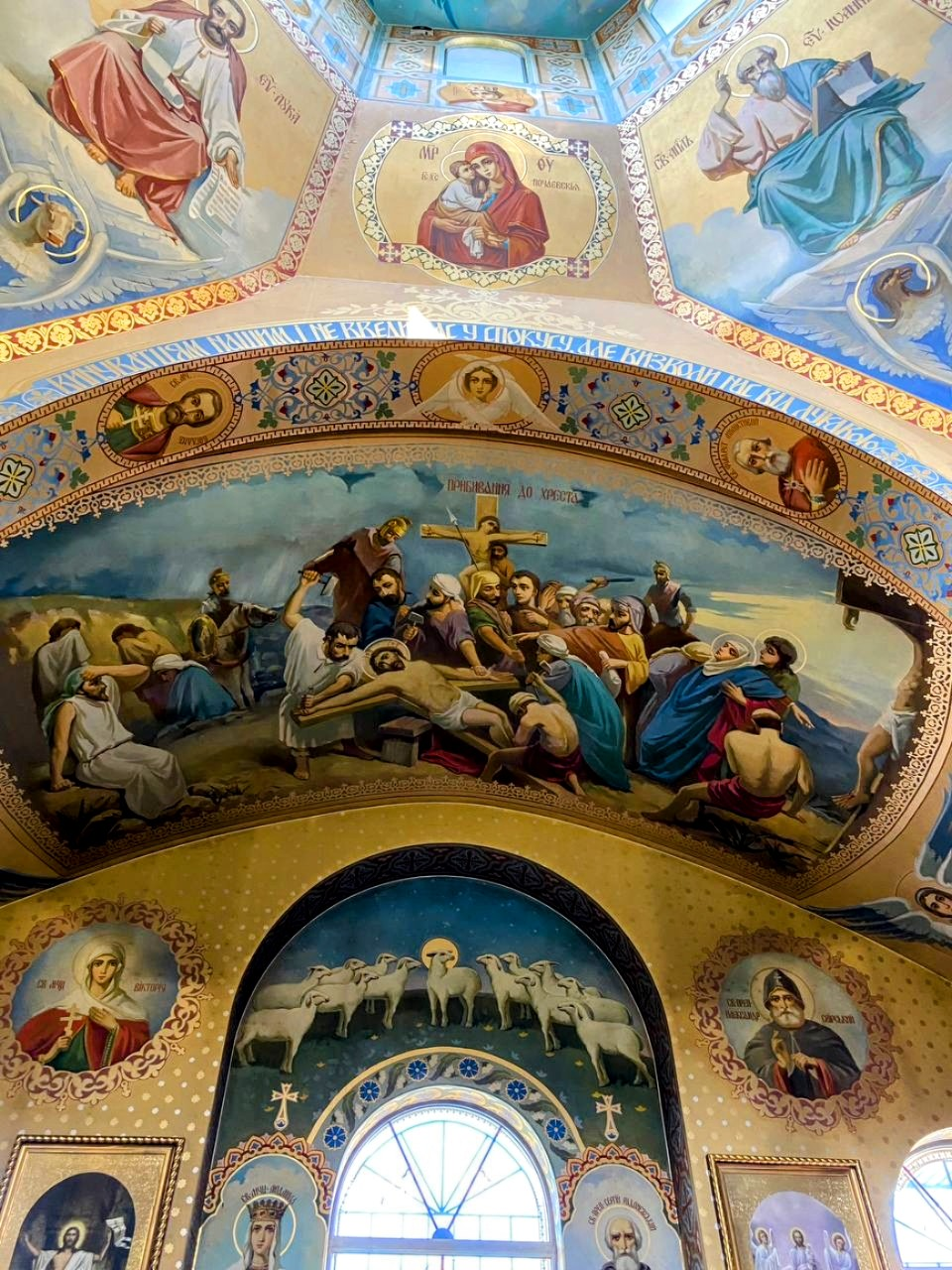
Розпис. Прибивання Ісуса до хреста
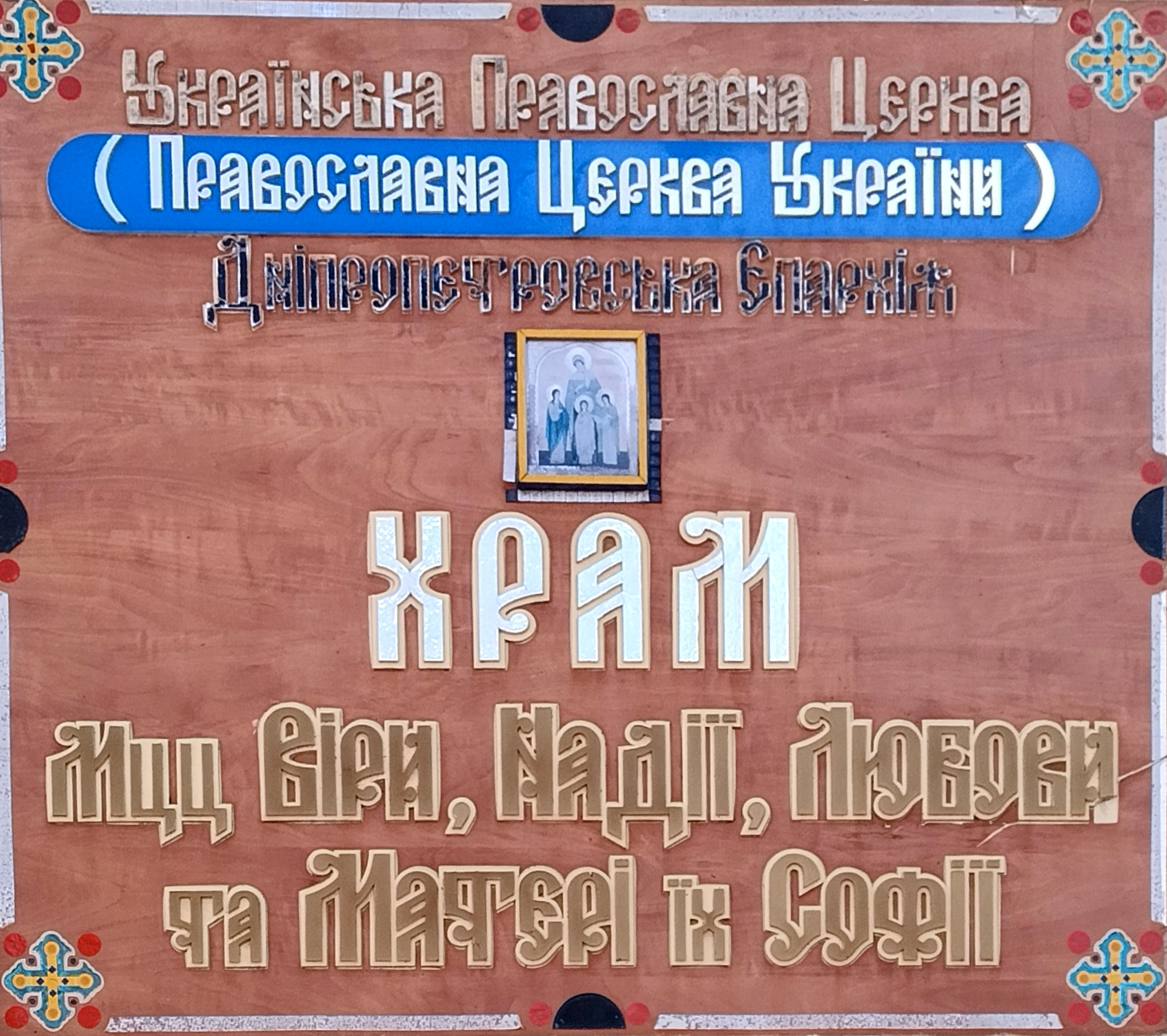
Інформаційна таблиця